# Jaymes Young
Jaymes Young, pseudonimo di Jaymes McFarland (Seattle, 1º settembre 1991), è un cantautore e musicista statunitense.

## Biografia
McFarland è nato e cresciuto a Seattle ed ha attinto interesse verso la musica grazie ai suoi fratelli, iniziando poi a comporre canzoni e a suonare la chitarra all'età di 14 anni. Durante il 2010, prima di adottare il suo pseudonimo e avviare una carriera da solista, McFarland ha fatto parte della band Corner State, con la quale ha pubblicato un album su Myspace.
Il 20 agosto 2013 ha pubblicato su SoundCloud il suo mixtape di debutto dal titolo Dark Star. Ne è stato successivamente ricavato un EP dallo stesso nome con le prime sei tracce del mixtape. Dopo aver firmato un contratto con l'Atlantic Records, il 28 settembre 2014 ha pubblicato il suo secondo EP, Habits of My Heart, accompagnato da un tour in Nord America tra settembre e novembre durante il quale ha anche affiancato Vance Joy nel suo Dream Your Life Away World Tour 2014. L'EP contiene il brano I'll Be Good, certificato oro dalla Recording Industry Association of America per le 500 000 unità distribuite. Sempre nello stesso anno è apparso insieme a Birdy nella traccia I'll Keep Loving You di David Guetta inserita nell'album Listen.
Il 23 giugno 2017 ha pubblicato il suo primo album in studio Feel Something, nel quale è incluso il brano Infinity, che ha riscoperto popolarità su TikTok a partire dal 2021 ed è entrato in rotazione radiofonica in Italia; in seguito ha debuttato nelle classifiche di vari paesi, raggiungendo la top ten in India e la top fifty in Germania e Svizzera. Il 12 luglio 2019 ha pubblicato il singolo Happiest Year, anch'esso diventato virale e certificato disco d'oro in territorio statunitense.

## Influenze musicale
Jaymes Young cita come sue maggiori ispirazioni musicali i Coldplay, i Radiohead, i Maroon 5, gli Iron & Wine e i Death Cab for Cutie.

## Discografia

### Album in studio
- 2017 – Feel Something

### EP
- 2013 – Dark Star
- 2014 – Habits of My Heart

### Mixtape
- 2013 – Dark Star

### Singoli
Come artista principale
- 2017 – Northern Lights
- 2017 – Parachute
- 2018 – Fragments
- 2018 – What Is Love
- 2019 – Happiest Year
- 2019 – Paradox
- 2020 – Spaces
- 2021 – Infinity

Come artista ospite
- 2015 – Sun Don't Shine (Klangkarussell feat. Jaymes Young)
- 2018 – Same Soul (PVRIS feat. Jaymes Young e Marian Hill)
- 2019 – No Good for You (Keenan feat. Jaymes Young)